# 布達圍城戰 (1686年)
布達圍城戰（英語：Siege of Buda，直译：收復布達）發生於1686年6月至9月，是哈布斯堡王朝為首的神聖聯盟對奧斯曼帝國佔領的布達進行的圍城戰，是維也納戰役後的奧斯曼－匈牙利戰爭的一部分。在經歷了78天的苦戰後，天主教聯軍攻入布達，結束了其145年的奧斯曼統治。

## 歷史
1686年，神聖聯盟首次圍攻布達失敗兩年後，一場圍城戰重新開始。這次神聖聯盟的軍隊規模要大得多，包括65,000-100,000名士兵，由日耳曼、匈牙利、克羅埃西亞、荷蘭、英國、西班牙、捷克、義大利、加泰隆尼亞、法國、勃艮第、丹麥和瑞典人組成。奧斯曼帝國軍力約7,000名士兵。
1686年6月中旬，布達圍城戰開始。7月27日，神聖聯盟軍隊開始了大規模攻擊布達，擊退了5,000名士兵。奧斯曼帝國救援軍隊於8月中旬抵達布達，但被指揮官洛林公爵查理領導軍隊擊退。9月9日，神聖聯盟攻進布達，奧斯曼帝國布達統治者阿布地帕夏於戰役中身亡。
欧根亲王和他的龍騎兵並沒有直接進攻這座城市，而是對抗後方的奧斯曼帝國救援軍隊。

## 外部連結
- The Great Siege of Buda (1686) （页面存档备份，存于）